# Tradition. Zeitschrift für Firmengeschichte und Unternehmerbiographie
Tradition. Zeitschrift für Firmengeschichte und Unternehmerbiographie war eine Zeitschrift, die sich auf die Chroniken und Geschichten von Firmen und die Biografien von Unternehmern spezialisiert hatte. Das Periodium erschien erstmals im Oktober 1956 in München bei Bruckmeyer, dann in Baden-Baden im August Lutzeyer Verlag und bis zum 21. Jahrgang 1976 schließlich in Frankfurt am Main bei Fritz Knapp.
Als Beilagen des Blattes erschienen die Beihefte sowie die Bibliographie zur Firmengeschichte und Unternehmerbiographie. Die Deutsche Nationalbibliothek listet darüber hinaus einzelne Artikel der jahrgangsweise gebundenen Schriften.
Nachfolger des Blattes ist die Zeitschrift für Unternehmensgeschichte.